# Woytchugga Lacuna
La Woytchugga Lacuna è una struttura geologica della superficie di Titano.